# Kerem Can
Kerem Can (* 1977 in Berlin) ist ein deutsch-türkischer Schauspieler.

## Leben
Can wuchs in seiner Geburtsstadt Berlin auf. Seine Eltern stammen aus Istanbul; sein Vater ist Schiffsbauingenieur. Seine Großmutter kam vom Balkan und war Französisch-Lehrerin; daher war Cans erste Fremdsprache das Französische. Er studierte Schauspiel an der Académie du 7ème Art in Paris (2001/2002), dann von 2002 bis 2003 an der Mountview Academy of Drama in London und 2005 am Institut für Schauspiel, Film- und Fernsehberufe (iSFF). Außerdem hatte er privaten Schauspielunterricht bei Ulrich Matthes und Elke Petri.
Er hatte Theaterengagements am Théatre de la Plaine in Paris (2001; als Youssef in Der kaukasische Kreidekreis), im Hebbel am Ufer (2004, als „Der Betende“ in Die Gebetszelle; Regie: Fatih Akin), am Staatstheater Lublin/Theater Zerbrochene Fenster, Berlin (2005; als Prinz in Yvonne, die Burgunderprinzessin von Witold Gombrowicz) und am Bauhaus Dessau (2006). 2006 und 2007 spielte er erneut im Hebbel am Ufer, u. a. den Paris in Romeo und Julia (Regie: Neco Çelik). Weitere Engagements hatte er beim Theaterforum Kreuzberg (2007) und an der Neuköllner Oper (2008–2010).
Seit 2006 arbeitet Can in Deutschland und in der Türkei auch für das Kino und das Fernsehen. Sein Fernsehdebüt in Deutschland hatte Can 2006 mit einer ganz kleinen Rolle als Kellner in der Fernsehserie Abschnitt 40. In der türkischen Fernsehserie İki Yabancı hatte er 2007 als Ömer eine durchgehende Seriennebenrolle. In dem Kinofilm Leroy spielte er Zoltan, einen Anti-Aggressionstrainer und Mitglied im Antifa-Komitee. In dem deutschen Fernsehfilm Und Jimmy ging zum Regenbogen (2008), einer Neuverfilmung des gleichnamigen Romans von Johannes Mario Simmel, hatte Can eine Nebenrolle als Nora Hills Diener Georg. In der Krimiserie Im Angesicht des Verbrechens war er 2010 in einer durchgehenden Seriennebenrolle zu sehen; er spielte Taifun, ein Mitglied der „Brigade“. In dem ZDF-Fernsehfilm Liebeskuss am Bosporus (2011), mit Tim Bergmann und Jasmin Gerat in den Hauptrollen, spielte er Serkan Aksoy, den Bruder der weiblichen Hauptfigur Didem Aksoy. In dem ZDF-Fernsehfilm Niemand ist eine Insel (2011), einer weiteren Simmel-Verfilmung, hatte er als Josch eine Nebenrolle an der Seite von Iris Berben.
In dem türkischen Spielfilm Zenne Dancer (2012) hatte er eine der Hauptrollen. Er spielte Can, einen schillernden, grellen und stolzen schwulen männlichen Bauchtänzer. Für seine Rolle erhielt Can eine Nominierung als „Bester Hauptdarsteller“ beim Internationalen Filmfestival Antalya (Antalya Golden Orange Film Festival). 2013 spielte Can eine der Hauptrollen in dem Spielfilm 5 Jahre Leben. Er verkörperte Selçuk Bilgin, den in kriminelle Machenschaften verwickelten Freund des im Gefangenenlager der Guantanamo Bay Naval Base über fünf Jahren festgehaltenen Deutsch-Türken Murat Kurnaz.
Can hatte außerdem Episodenrollen in den Fernsehserien GSG 9 – Ihr Einsatz ist ihr Leben (2008), Lasko – Die Faust Gottes (2010; als Gangster und Auftragskiller Luca) und Die Stein (2011).
Im September 2015 war Can in der fünfteiligen ZDF-Reihe Blochin – Die Lebenden und die Toten in den ersten beiden Teilen in einer Nebenrolle als Drogendealer Achmed zu sehen. In der ZDF-Krimireihe Kommissarin Heller spielte er in Film Schattenriss (Erstausstrahlung: November 2015) den schwer herzkranken Restaurantinhaber Jussuf Mousa, eine der männlichen Geiseln. Im November 2016 war Can in der Fernsehserie In aller Freundschaft – Die jungen Ärzte in einer Episodenhauptrolle als Navid Ahmadi zu sehen; er spielte den Ex-Mann der Chirurgin Dr. Leyla Sherbaz (Sanam Afrashteh).
In der Folgezeit wirkte er in mehreren internationalen TV-Serien und Kino-Produktionen mit. In der US-amerikanischen Fernsehserie Berlin Station (2016) spielte er den Informanten und Spion Faisal, der eine homosexuelle Affäre mit seinem Führungsoffizier, einem CIA-Agenten, hat. In der ZDF-Reihe „Herzkino.Märchen“ verkörperte Can in dem Film Schneeweißchen und Rosenrot (Erstausstrahlung: Dezember 2018), einer Modernisierung des Märchenstoffs von Schneeweißchen und Rosenrot, mit „romantischer Verstocktheit“ den Modedesigner Leon Bär, den ein dunkles Geheimnis umgibt.
Can lebt in Berlin.

## Filmografie (Auswahl)
- 2006: Abschnitt 40 (Fernsehserie; Folge: Angst)
- 2007: İki Yabancı (Fernsehserie; Serienrolle)
- 2007: A Beautiful World (Kurzfilm)
- 2007: Leroy (Kinofilm)
- 2008: GSG 9 – Ihr Einsatz ist ihr Leben (Fernsehserie; Folge: Ratten)
- 2008: Und Jimmy ging zum Regenbogen (Fernsehfilm)
- 2010: Im Angesicht des Verbrechens (Fernsehserie; Seriennebenrolle)
- 2010: Lasko – Die Faust Gottes (Fernsehserie, Folge: Clarissas Hochzeit)
- 2011: Liebeskuss am Bosporus (Fernsehfilm)
- 2011: Niemand ist eine Insel (Fernsehfilm)
- 2011: Die Stein (Fernsehserie; Folge: Ende gut)
- 2012: Zenne Dancer (Zenne) (Kinofilm)
- 2013: 5 Jahre Leben (Kinofilm)
- 2014: Rückkehr zum Garten meiner Mutter (Kurzfilm)
- 2014: Sadece Sen (Kinofilm)
- 2015: Drawers (Kinofilm)
- 2015: Çekmeköy Underground (Kinofilm)
- 2015: Blochin – Die Lebenden und die Toten (TV-Miniserie)
- 2015: Kommissarin Heller – Schattenriss (Fernsehreihe)
- 2015: Der Kriminalist (Fernsehserie; Folge: Der Hacker)
- 2016: Letzte Spur Berlin (Fernsehserie; Folge: Wespennest)
- 2016: Tödliche Geheimnisse (Fernsehfilm)
- 2016: In aller Freundschaft – Die jungen Ärzte (Fernsehserie; Folge: Neue Wege)
- 2016: Istanbul Story (Kinofilm)
- 2016: Berlin Station (Fernsehserie)
- 2017: Racer and the Jailbird (Kinofilm)
- 2017: The Brave (Fernsehserie; Folge: Pilot)
- 2018: Notruf Hafenkante (Fernsehserie; Folge: Jasmins längste Schicht)
- 2018: Il miracolo (Fernsehserie)
- 2018: Herzkino.Märchen: Schneeweißchen und Rosenrot (Fernsehfilm)
- 2019: Ein Sommer in der Toskana (Fernsehreihe)
- 2020: Heldt (Fernsehserie; Folge: Bochum Boys)
- 2020: Jackpot
- 2021: Die Heiland – Wir sind Anwalt (Fernsehserie; Folge: 48 Stunden)
- 2022: Hartwig Seeler – Im Labyrinth der Rache
- 2023: Mordach – Tod in den Bergen
- 2023: SOKO Stuttgart (Fernsehserie; Folge: Todesbrand)
- 2023: Helen Dorn: Der kleine Bruder (Fernsehreihe)
- 2024: Die Rosenheim-Cops (Fernsehserie; Folge: Stadlers Stadlfest)